# João Nunes Barreto
João Nunes Barreto SJ (* um 1519 in Porto, Königreich Portugal; † 22. Dezember 1562 in Goa, Portugiesisch-Indien) war ein portugiesischer Jesuitenmissionar und erster Patriarch von Äthiopien.
Nunes studierte in Salamanca Theologie. Er diente als Pfarrer in der Erzdiözese Braga in Freiriz. 1545 trat er in Coimbra in den Jesuitenorden ein. Zwischen 1548 und 1554 war er Missionar in Tétouan, Marokko, wo er intensiv daran beteiligt war, Sklaven geistlichen Trost zu spenden.
Um 1554 schrieb König Johann III. von Portugal an Papst Julius III. und Ignatius von Loyola. Er bat um die Ernennung eines Patriarchen für Äthiopien. In Lissabon, dorthin war er für die Spendensammlung für den Sklavenfreikauf zurückgekehrt, erhielt er von Ignatius den Befehl die Ernennung des Papstes zu akzeptieren. Bis dahin hatte Ignatius immer verhindert, dass Jesuiten Bischöfe werden sollen. Der Papst ernannte am 23. Januar 1555 João Nunes Barreto zum Patriarchen von Äthiopien und Andrés de Oviedo, dem das Titularerzbistum Hierapolis in Phrygia zugewiesen wurde, sowie Melchior Miguel Carneiro Leitão zu dessen Koadjutoren. Dieser wurde gleichzeitig zum Titularbischof von Nicaea ernannt. Am 5. Mai 1555 weihte der Bischof von Portalegre, Julião de Alva, in der Dreifaltigkeitskirche in Lissabon Nunes und Oviedo zu Bischöfen für die Mission Äthiopiens. Mitkonsekratoren waren Gaspar Cão OSA, Bischof von São Tomé und Príncipe, und Pedro Fernando, Titularbischof von Hippos. Auch die königliche Familie nahm an der Weihe teil. Oviedo, Barreto und acht weitere jesuitische Missionare verließen Lissabon am 30. März 1556 in Richtung Goa, Portugiesisch-Indien. Sie kamen dort am 13. September 1556 an. Allerdings hatte sich die Einschätzung der politische Situation in Äthiopien durch zurückgekehrte Jesuiten geändert. Es wurde deutlich, dass Kaiser Claudius sich nicht dem Primat des Papstes unterwerfen wollte. Daher blieben Nunes und Carneiro in Goa während Oviedo mit fünf Missionaren am 16. Februar 1557 nach Äthiopien abreiste.
Nunes missionierte in Goa. Am 15. Dezember 1560 weihte er Carneiro in Goa zum Bischof. Er schlug der Ordensleitung vor, den Papst um die Erlaubnis zu bitten, auf sein Amt als Patriarch und Bischof zu verzichten. Die negative Antwort seiner Oberen erreichte Goa nach seinem Tod.
Nunes war er erste reguläre Patriarch von Äthiopien, betrat aber das Land nicht. Johannes Bermudes agierte zwar als Patriarch, aber ohne päpstlichen Auftrag.